# Interview with the Vampire (serie televisiva)
Interview with the Vampire (o Anne Rice's Interview with the Vampire) è una serie televisiva creata da Rolin Jones per AMC nel 2022 e tratta dall'omonimo romanzo di Anne Rice.

## Trama
Quasi mezzo secolo dopo aver intervistato Louis de Pointe du Lac, il giornalista Daniel Molloy riceve improvvisamente una lettera dal vampiro, che lo invita a Dubai per realizzare una nuova intervista.

## Episodi
| Stagione         | Episodi | Prima TV originale | Prima TV Italia |
| ---------------- | ------- | ------------------ | --------------- |
| Prima stagione   | 7       | 2022               | inedita         |
| Seconda stagione | 8       | 2024               | inedita         |

## Personaggi e interpreti

### Principali
- Louis de Pointe du Lac, interpretato da Jacob Anderson.
Uomo di colore nella New Orleans dei primi anni del ventesimo secolo, di origini creole, è ricco e di successo. Verrà trasformato in vampiro da Lestat de Lioncourt a causa del senso di colpa per il suicidio del fratello. Molto tormentato sia nella vita che nella sua nuova Non-Vita.
- Lestat de Lioncourt, interpretato da Sam Reid.
Carismatico, affascinante, vanitoso ed irrequieto vampiro della Francia del 18º secolo, venuto nel Nuovo Mondo in cerca di nuove avventure e nuovi amori.
- Daniel Molloy, interpretato da Eric Bogosian.
Famoso giornalista, ha intervistato Louis negli anni 70, verrà invitato per una nuova intervista dal vampiro nel 2022. Soffre del Morbo di Parkinson.
- Claudia, interpretata da Bailey Bass (prima stagione) e Delainey Hayles (seconda stagione).
Fanciulla gravemente ustionata durante gli incendi che devastano Storyville, causati dai bianchi inferociti per la morte di Fenwick. Verrà trasformata in vampiro da Lestat, su insistente richiesta da parte di Louis, che ha causato i disordini nel quartiere.
- Rashid/Armand, interpretato da Assad Zaman.
Antico vampiro del 15º secolo. Sembra essere il nuovo amante di Louis da diversi decenni.

### Ricorrenti
- Grace de Pointe du Lac, interpretata da Kalyne Coleman.
È la sorella di Louis. Dopo che Louis inizia a mostrare segni del suo cambiamento i due non si parlano fino al funerale della madre, dove chiede a Louis gli atti di proprietà della casa.
- Florence de Pointe du Lac, interpretata da Rae Dawn Chong.
È la madre di Louis. Ritiene Louis responsabile del suicidio di Paul e si accorge che Louis è cambiato.
- Thomas "Tom" Anderson, interpretato da Chris Stack.
È il proprietario del Fair Play Saloon, un bordello di lusso.
- Levi Freniere, interpretato da Christian Robinson.
È il marito di Grace.
- Antoinette, interpretata da Maura Grace Athari.
È una cantante blues che viene coinvolta sentimentalmente con il vampiro Lestat.

### Guest
- Paul de Pointe du Lac, interpretato da Steven Norfleet.
È il fratello tormentato di Louis.
- Fenwick, interpretato da John DiMaggio.
È un assessore e un uomo d'affari che cerca di imbrogliare Louis. Viene barbaramente ucciso da Louis per poi essere esposto mutilato in bella vista.
- Finn O'Shea, interpretato da Jeff Pope.
È uno degli esecutori di Louis.
- Bricktop Williams, interpretata da Dana Gourrier.
È una prostituta che lavora per Louis.
- Lily, interpretata da Najah Bradley.
È una prostituta che lavora al Fair Play ed è un'amica di Louis.
- Miss Carol, interpretata da Eugenie Nall Bondurant.
È la signora del Fair Play.
- Peg Leg Doris, interpretata da Rachel Handler.
È una prostituta con una gamba sola alle dipendenze di Louis.
- Padre Mattias, interpretato da Mike Harkins.
È un prete locale che conosce Louis da quando era bambino. Viene ucciso da Lestat quando Louis corre da lui per confessarsi.
- Jonah, interpretato da Thomas Anthony Olajide.
Amico d'infanzia di Louis.
- Jelly Roll Morton, interpretato da Kyle Roussel.
Famoso pianista e compositore statunitense.
- Charlie, interpretato da Xavier Mills.
Il primo uomo di cui Claudia si innamora e finisce tragicamente per uccidere.
- Bruce, interpretato da Damon Daunno.
Un vampiro solitario che Claudia incontra durante i suoi viaggi.
- Daniel Molloy da giovane, interpretato da Luke Brandon Field. Louis lo aveva incontrato in un locale anni prima quando lo intervistò per la prima volta ma il loro incontro non finì bene.
- Fareed Bhansali, interpretato da Gopal Divan.
Un medico chiamato da Louis per occuparsi di Daniel.

## Produzione

### Sviluppo
Nel maggio 2020 è stato annunciato che l'AMC Networks aveva acquistato i diritti per diciotto romanzi di Anne Rice e nel giugno dell'anno successivo la casa produttrice ha commissionato un adattamento di Intervista col vampiro in otto episodi, poi ridotti a sette.

### Riprese
Le riprese principali della prima stagione si sono svolte a New Orleans tra il dicembre 2021 e l'aprile 2022.

## Promozione
Il primo trailer è stato pubblicato l'8 settembre 2022.

## Distribuzione
La serie esordisce su AMC Networks il 2 ottobre 2022.